# Serghei Cechir
Serghei Cechir (n. 15 octombrie 1990, Chișinău, RSS Moldovenească, URSS) este un halterofil moldovean. A făcut parte din lotul olimpic al Republicii Moldova la Jocurile Olimpice de vară din 2016 la proba haltere, categoria 69 kg, unde a luat locul 6 (locul 1 în grupa B din care făcea parte).
Serghei a mai reprezentat Moldova la o serie de campionate europene și mondiale la haltere.